# Šeljin
Šeljin ili Šejin (mađ. Sellye) je gradić na krajnjem jugu Republike Mađarske.
Zauzima površinu od 25,18 km četvornih.

## Zemljopisni položaj
Nalazi se na 45° 52' 29" sjeverne zemljopisne širine i 17° 50' 38" istočne zemljopisne dužine u kraju zvanom Ormánság, 6 km od rijeke Drave i granice s Republikom Hrvatskom. Gornje Predrijevo i Sopjanska Greda u RH su udaljeni 9 km jugozapadno.
Bogdašin je 2,5 km zapadno, Marača je 3,5 km sjeverozapadno, Kákics je 1,5 km sjeverno, Ostrovo je 2 km istočno, Vertika je 2 km, a Starin 4 km južno, a Ivanidba je 2 km jugozapadno.
Na jugozapadnom kraju grada se nalaze tri jezerca.

## Upravna organizacija
Nalazi se u Baranjskoj županiji. Upravno pripada Šeljinskoj mikroregiji čije je sjedište. Poštanski broj je 7960. 

## Povijest
U povijesnim dokumentima se prvi put spominje 1292. kao Sylle.
1300-ih je u Šeljinu bio sagrađena drvena utvrda, koju su srušili Turci 1532. jer se ta tvrđava dugo odupirala turskim osvajačkim napadima. 
Šeljin se oslobodio turske vlasti 1689.
Krajem 19. i početkom 20. st. su izgrađene dvije željezničke prometnice koje su odredile sudbinu ovog grada, onda sela: jedna je povezivala Šeljin sa Slatinom u Hrvatskoj, a druga prema Középrigocu (kod Barče). Jedan je odvojak išao prema Belom Manastiru.
1997. je Šeljin dobio status grada.

## Kulturne znamenitosti
- barokni dvorac obitelji Drašković iz 18. st.
- arboretum iz 1760.
- rimokatolička crkva
- protestantska crkva
- ormánsáški zavičajni muzej
- šeljinske toplice, čije vode su bogate kalijem, natrijem, amonijakom, kalcijem i magnezijem

## Promet
Šeljin je prometno čvorište. Kroz Šeljin prolaze željezničke prometnice koja prema zapadu vode do Barče, prema istoku do Harkanja i Šikloša, a prema sjeveru do Selurinca.

## Stanovništvo
Šeljin ima 3096 stanovnika (2001.). Mađari su većina. Hrvata je 8,5% koji u imaju manjinsku samoupravu. 1,4% je Roma. U Šeljinu je još 0,7% Nijemaca i 0,2% Rumunja. 58,1% je rimokatolika, 24% je kalvinista, a u gradu živi i mali broj grkokatolika, luterana i vjernika židovske vjere. Za 10% je nepoznata vjera.

## Gradovi prijatelji
- Gnas
- Grubišno Polje

## Vanjske poveznice
- Šeljin na fallingrain.com